# Titularbistum Oreus
Oreos ist ein Titularbistum der römisch-katholischen Kirche, das auf das antike Oreos, das heutige Neos Pyrgos auf Euböa, zurückgeht.
| Titularerzbischöfe von Oreos |                                        | |                    |                    |
| Nr.                          | Name                                   | Amt | von                | bis                |
| 1                            | Pedro de Córdoba OP                    | | 13. September 1521 | 1523               |
| 2                            | Paolo Antonio Nerini B                 | Apostolischer Vikar von Ava e Pegù (Myanmar)                                                                      | 16. November 1753  | 1756               |
| 3                            | Joannes Baptist Jesich                 | Koadjutorbischof von Senj (-Modruš) (Kroatien)                                                                    | 15. Dezember 1788  | 13. September 1789 |
| 4                            | John Chisholm                          | Apostolischer Vikar von Highland District (Schottland) (Großbritannien)                                           | 8. November 1791   | 8. Juli 1814       |
| 5                            | William Clancy                         | Koadjutorbischof von Charleston (South Carolina) (USA) Apostolischer Vikar von British Guiana (Guyana) (Antillen) | 30. Oktober 1834   | 19. Juni 1847      |
| 6                            | Sylvester Joseph Espelage OFM          | Apostolischer Vikar von Wuchang (Republik China)                                                                  | 10. Juni 1930      | 25. Oktober 1940   |
| 7                            | Germán Vega Campón OSA                 | Prälat von Jatai (Brasilien)                                                                                      | 19. April 1941     | 14. Mai 1961       |
| 8                            | Ildefonso Maria Sansierra Robla OFMCap | Weihbischof in San Juan de Cuyo (Argentinien)                                                                     | 5. Mai 1962        | 28. April 1966     |